# 降神
降神（おりがみ）は、東京都新宿区高田馬場を本拠地とする日本のヒップホップクルー。

## 概要
かつて早稲田大学ソウルミュージック研究会ギャラクシーに在籍した、なのるなもないと志人の2MCにより構成。高田馬場を本拠地とし、トラックはonimas他、TempleATSに所属するDJが提供している。ジャケットには戸田真樹の絵画が使用され、外見、中身ともに異色の作風であるとされている。MSCと盟友関係にあり、初期は同様の路線であると思われていたが、徐々に独自の作風を展開。ポエトリーリーディングにも近い、叙情詩のようなリリックとフロウが特徴になっている。

## メンバー
- なのるなもない（ナノルナモナイ、1979年 - ）
  - 鶴、鶴仙流（つるせんりゅう）とも名乗る。1990年代後半からMCを初め、ライブ・フリースタイル・ポエトリーリーディング大会へ参加。またSSWS（新宿 Spoken Word Slam）にも積極的に出場している。

- 志人（シビット、1982年 - ）
  - 非行期（ひこうき）、玉兎（たまうさぎ）、志虫とも名乗る。また、吉本素直という名義で詩の執筆もしている。自称「吟遊詩人」。東京都生まれ。結婚を機に現在は京都で木こりとしても生活している。

## ディスコグラフィー

### 降神
1. 『降神』（2003年、自主制作CD-R）
2. 『望～月を亡くした王様～』（2004年）
  - Monday/ロックスターの悲劇/リハビリ電車/悩め/Music Is My Diary/Finale/三途/カエ三歳/Hello! Baby/醒/Dreaming/注文の多い小料理店/無呼吸教室/Water Slide/Outro
3. 『帰り道 EP』（2004年11月26日）
  - 帰り道/夢幻/夢幻inst/ロックスタ−の悲劇/ROLLING GOD/ROLLING GOD inst
4. 『降神』（2005年11月28日）
  - Intro/時計の針/夢幻/Rainy Morning/ジベタリアン/Rolling God/悪夢街のエルム/不況和音/Interlude/内外/Mo And Mo/お尋ね者 feat. エローンざ尋 & 漢]/罵倒/鬼畜舞踏会 feat. AQZ]/両手/Toystory

### なのるなもない
1. 『Shermanship EP』
  - shermanship/まわらないで地球 feat. toto from SUIKA/海月/風の詩 inst/shermanship inst/まわらないで地球 inst
2. 『melhentrips』（2005年7月7日）
  - 月曜日の夢追い人/Shermanship/クロスケ/海月/ぐるぐる/許されぬフルーツ/夜の太陽/まわらないで地球/Break Boy Blues/僕の知る自由/まちぼうけ/風の詩/Life Traveler/旅のピーカブー/帰り道
3. 『アカシャの唇』（2013年12月4日）
  - めざめ/ラッシュアワーに咲く花をみつけたけど/波乗りのリーシュ/アルケミストの匙/silent volcano/冒険のススメ/宙の詩/赤い月の夜/STYX/アイオライト/時計のない喫茶店/アカシャの唇
4. 『せせら』（2020年7月7日）
5. 『水月』（2023年10月10日）なのるなもない×YAMAAN
  - 空よりも青く/Beacon/Bloom Rain/優しくて DJ SHUN/Morse Code/Criminal Spirituals//VIBLE feat.DJ SHUN/物語をはじめよう

### 志人
1. 『アヤワスカ EP』
  - アヤワスカ (1970mix)/Sun de shine/アヤワスカ inst/暗殺者の恋/暗殺者の恋 inst/Sun de shine inst
2. 『Heaven's 恋文 ～ヘブンズ・レンブン～』（2005年12月16日）
  - Winter Rall/Bluesman Walking/Sun De Shine/Fuji Classic Feat. SOAR (Marscrew / Number 4 Recordings/大地/Interlude/一生に一度愛した人/馴れ初め-skit-/暗殺者の恋/生まれつき娼婦"新しいダンスの仕方教えてあげるわよ"-skit-/あの海/前世/私小説家と黒カラス/藍色の小春日和/Diamond/暗涙にむせぶ/Laugh Laugh Laugh-Skit@西湖-/ありがとうにさようなら/Life/Outro
3. E.H.H Project『Bad Boys Be Ambitious』 （2007年3月16日）
4. 志人×DJ DOLBEE 『円都家族ポストカードレコード』（2009年4月20日）
5. 志人×DJ DOLBEE 『円都家族 EP』（2009年5月2日）
6. 志人×DJ DOLBEE ×ANIMATION 『明晰夢 シリーズvol.1 （DVD）』（2009年12月2日）
7. 志人×DJ DOLBEE 『ジレンマの角 EP ～Horns of a Dilemma EP～』（2010年6月15日）
  - 明晰夢～Lucid Dream～/ジレンマの角～Horns of a Dilemma～/ジレンマの角 inst/今此処～Here Now～/夢境～Mukyo～/ハルシオン
8. Triune Gods『Seven Days Six Nights』（2011年1月19日）[1]
9. 『微生物 EP ～microorganism ep～』（2011年6月15日）
10. MONGOIKA×志人『MOKSA ONLY / ひかりごけ』（2012年2月22日）
11. 『Zymolytic Human 〜発酵人間〜』（2012年3月14日）
  - 自然生〜何処へも行かず此処で踊れ〜/狐の嫁入り〜神様が棲む村のうた〜/一物全体〜輪廻転生・生命流転〜/遺稿 改 生こう〜腐敗地獄・陰〜/人間復興〜蘇・黄泉帰り〜/満月〜中庸〜/身土不二〜恐悦至極・陽〜/新月〜心の宇宙〜/忘れな草〜ひっそり ゆっくり じっくり ぐっすり〜/道〜たまゆら〜/発酵人間〜回帰〜
12. 志人×スガダイロー『詩種』（2012年8月2日）
  - 白煙と赤鼻天狗 壱/アルカロイド 雑木林は愛の詩/いざよいのうた/白煙と赤鼻天狗 弐/珠算遊戯/白煙と赤鼻天狗 参/謎/白煙と赤鼻天狗 四/カムトナル/狐の嫁入り/白煙と赤鼻天狗 伍/わとなり/白煙と赤鼻天狗 陸/ニルバーナ 涅槃寂聴
13. 志人 CHIYORI LOSTRAINS『家の庭』（2013年11月30日）
14. Triune Gods『≠ Three Cornered World』（2014年4月23日）
15. 志人×DJ DOLBEE『明晰夢 〜Lucid Dreams〜』（2015年9月16日）
16. 志人×DJ DOLBEE『明晰夢 〜Lucid Dreams〜 愛蔵版TAPE 原始睡眠 バージョン- Primitive sleep ver』（2015年12月24日）
17. 志人×DJ DOLBEE『杣道ep』（2016年6月15日）
18. JEMAPUR×志人/玉兎×ONTODA『Eu haere ia oe?/てけてんすくてれすくてんすくす ep』（2017年4月10日）
19. 『Heaven's 恋文 自主盤』（2017年7月18日）
20. 語部：志人 回師：次元『怪譚奇譚「マツゑツタヱ」』（2017年12月12日）
21. 『音郷響門閃闇立日』[書籍]（2017年12月12日）
22. 志人×ONTODA『位相空間EP』（2018年7月2日）
23. 『映世観-うつせみ-』（2018年9月12日）
24. 志人×ONTODA『意図的迷子』（2018年12月25日）
25. 志人×ONTODA『凹凸凹 -BOKODEKOBOKO-』（2018年12月25日）
26. 『さいなら まったいら』[書籍]（2018年12月25日）
27. 『心眼銀河』（2021年5月10日）

### 参加楽曲
- 降神
  - 「あれよという間に… feat. 志人、心、ナノルナモナイ」（MSC『宿の斜塔』2003年11月27日）
  - 「暴風雨 feat.降神」（I-DeA『SELF EXPRESSION』2004年8月20日）
  - 「circus（joint origami）」（MAS『steppers+』2005年8月14日）
  - 「タマキハル with 降神」（SUIKA『SUIKA夜話』2010年11月10日）
- なのるなもない
  - 「誰がために金は成る？ feat.DJ YAS & なのるなもない」（TAK THE CODONA 『MINORITY REPORT』2007年3月10日）
  - 「Be My Self feat.なのるなもない」（マイクアキラ『THE RAP IDOL』2009年2月6日）
  - 「The Last Leaf feat. なのるなもない」（SIR CORE『MANTLE & THE CORE』2010年1月13日）
  - 「忘却の彼方 feat.なのるなもない」（acharu『Nasty』2010年6月2日）
  - 「Tabisuru Omoide feat.なのるなもない」（YAMAAN『12 Seasonal Music』2011年1月6日）
  - 「The Defender feat.なのるなもない、Meiso」（DJ Whitesmith『WE ALL VICTIMS』2011年4月6日）
  - 「星の航海術 with なのるなもない」（toto『◯to◯（わとわ）』2011年6月8日）
  - 「メトロ＆ノーム」（みかとやす『これを、愛と言う』2013年6月29日）
  - 「2048」（toto なのるなもない 山崎円城 Little Woody 2020年8月7日）
- 志人
  - 「ALERGY」（MSC 『MATADOR』2003年2月25日）
  - 「Doll feat.志人」（Ill Suono『Ill Suono』2004年8月7日）
  - 「ジベタリアン feat.志人」（SUIKA『コインサイド』2005年12月7日）
  - 「YELLOW SUBMARINE」（V.A『Libra Record-天秤録音-』2006年8月11日）
  - 「禁断の惑星 feat.志人」（TABOO1『ライフ・スタイル・マスター』2010年10月20日）
  - 「原始的占星航海術~小乗~ft.志人 + akira kawasaki」（V.A「POPGROUP PRESENTS KAIKOO PLANET Ⅱ」2012年3月21日）
  - 「賽の河原～八俣遠呂智の落とし子と鬼八の祟り～(feat.志人)」（L.E.D.「in motion」2013年4月17日）
  - 「C'qui viendra après 後生一生 (feat. Sibitt / 志人)」（4d + Kick & Snare「4d + Kick & Snare (B)」2013年10月11日）
  - 「天体家族 feat 志人」（Mr.Understand「ミスターアンダースタンド」2014年9月21日）
  - 「Mantle Mantra feat. 志人」（Kinetic『db』2016年6月15日）
  - 「結-YUI- feat. 志人」（DJ Krush 「軌跡」 2017年6月17日）
  - 「とっぴんぱらりのぷぅ」（『シナぷしゅのうた 2』 2021年6月1日）
  - 「云/鬼 呼 生 -たま よび いく- feat. 志人」（DJ Krush 「道 -STORY-」 2022年4月23日）
  - 「はてしなはてな?」（『シナぷしゅのうた 3』 2022年8月26日）